# Placentofagi

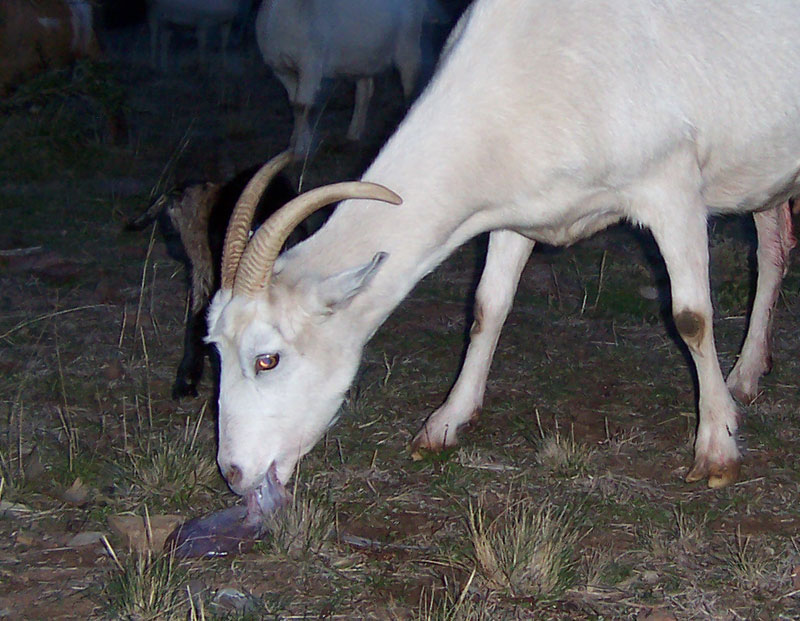
En get som äter sin egen moderkaka.

Placentofagi, från lat. placenta som betyder moderkaka och grekiska: φαγειν phagein, 'att äta', tillsammans 'att äta moderkaka', utförs av ett flertal olika däggdjur i vilket förtäring av moderkakan görs strax efter förlossning. Om den egna moderkakan äts kallas det moderlig placentofagi och om en annans moderkaka äts kallas det ej-moderlig placentofagi.
Vanligtvis äts moderkakan upp tillsammans med resterande efterbörd, det vill säga navelsträng och fosterhinnor. Av de mer än 4 000 existerande arterna placentadäggdjur, så är den övervägande majoriteten av dem placentofager, inklusive herbivorer. 
Moderkakor innehåller i sig en rad olika placentahormoner, däribland koriongonadotropin, placentalaktogen och steorider (östrogen och progesteron) såväl som neuropeptidhormoner.
Olika unika placentahormoner kan spåras i olika arters moderkakor och dessa vid förtäring tros ge positiva effekter hos däggdjursmamman postpartum. Det finns ännu inga studier vilket påvisar huruvida placentofagi ger någon hormonell respons hos människor.

## Förekomst
Ett flertal olika däggdjur utför placentofagi, inklusive äkta insektsätare, gnagare, fladdermöss, hardjur, rovdjur, uddatåiga hovdjur, partåiga hovdjur (kameler undantaget) och primater. Det sker dock inte hos människor, sälar, valar, kameler och pungdjur. Pungdjur föder inte ut moderkakan vid förlossning, utan den bryts ned och tas upp av kroppen igen. Därför kan dessa djur ej genomgå placentofagi, men de slickar upp allt fostervatten som tillkommer vid födseln.
Placentofagi har observerats hos domestikerade hästar, det är dock ett mycket sällsynt beteende.

## Teorier
Det är fortfarande ett mysterium varför placentofagi förekommer naturligt hos så många däggdjur. Det finns dock några vanlig teorier till varför placentofagi spelar en evolutionär roll:
| - I syfte att dölja för rovdjur moderns tillhåll, det vill säga placentofagi minimerar risken att rovdjur får vittring. - För vissa arter kan det vara viktigt att ta vara på den näring som annars går förlorad. - Minimera kvävningsrisken genom att få bort fosterhinnan som kan blockera andningsvägarna hos avkomma. - Det kan ge och förstärka ett immunologiskt band mellan modern och avkomma. |

De ovanstående teorierna lämpar sig olika bra beroende på artens fysiologi samt position i näringskedjan. En kombinering av dem är såklart också möjlig.
Varför placentofagi inte förekommer hos människan har ännu inte fastställts av antropologer, men den mest omdiskuterade teorin lyder; när homo erectus började använda eld för 2 miljoner år sedan, exponerades gravida kvinnor kontinuerligt för rök och aska från närliggande brasor. Eftersom en moderkaka agerar som ett filter för ett flertal toxiner kan dessa ha ackumulerats i vävnaden under graviditeten. Detta skulle vara skadligt för både modern och barnet om det konsumerades, därmed tros beteendet ha selektivt eliminerats bort från vår art.

## Placentofagi hos människan

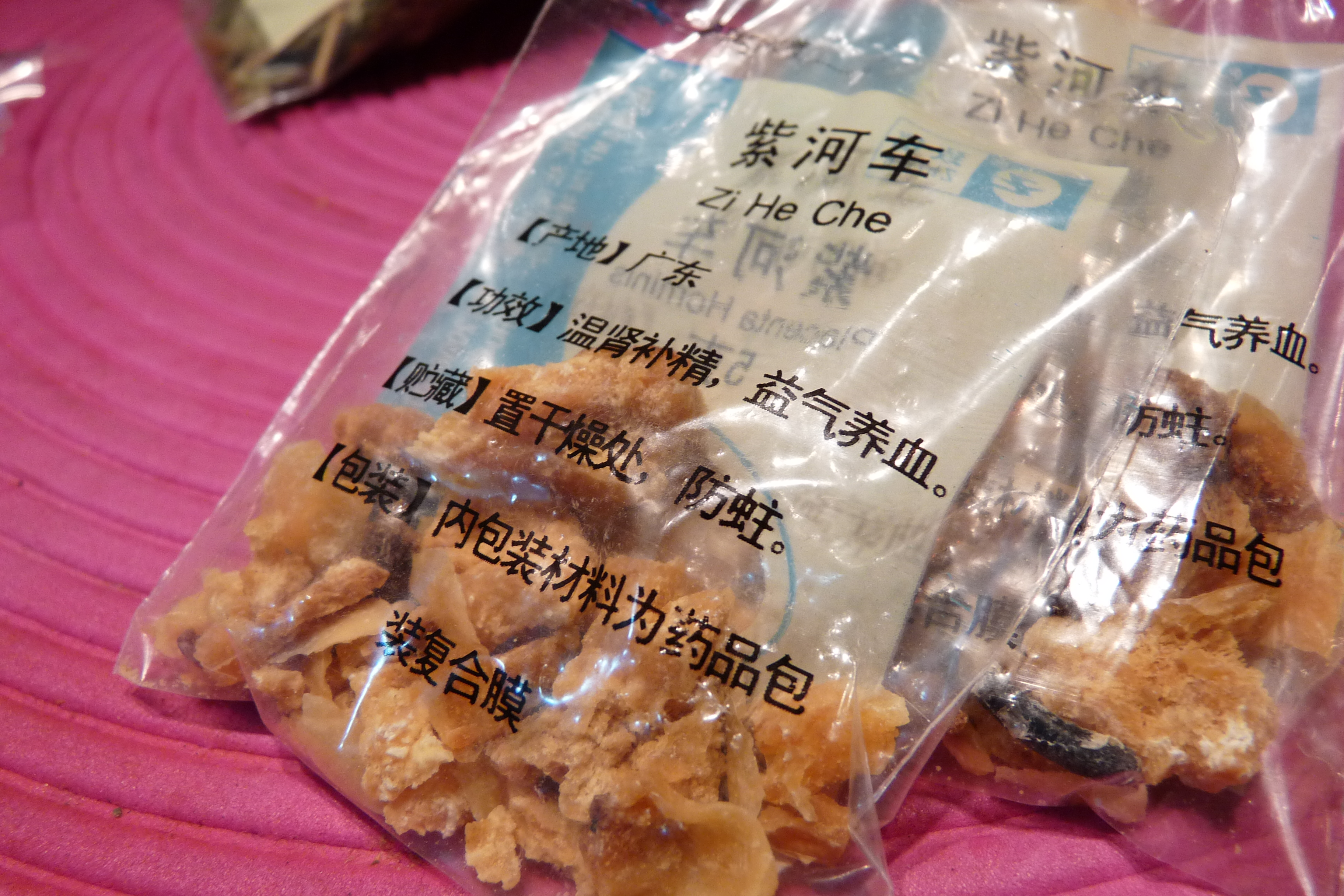
Torkade bitar av mänsklig moderkaka, folkmedicin i Kina- Ziheche (紫河车).

Det finns inga vetenskapliga bevis för att placentofagi ska ha några positiva effekter hos människan. Trots detta har placentofagi blivit ett mer uppmärksammat ämne i modern tid, där mödrar frivilligt konsumerar sina egna moderkakor, lagade eller otillagade, i syfte att ta del av de påstådda fördelarna. 

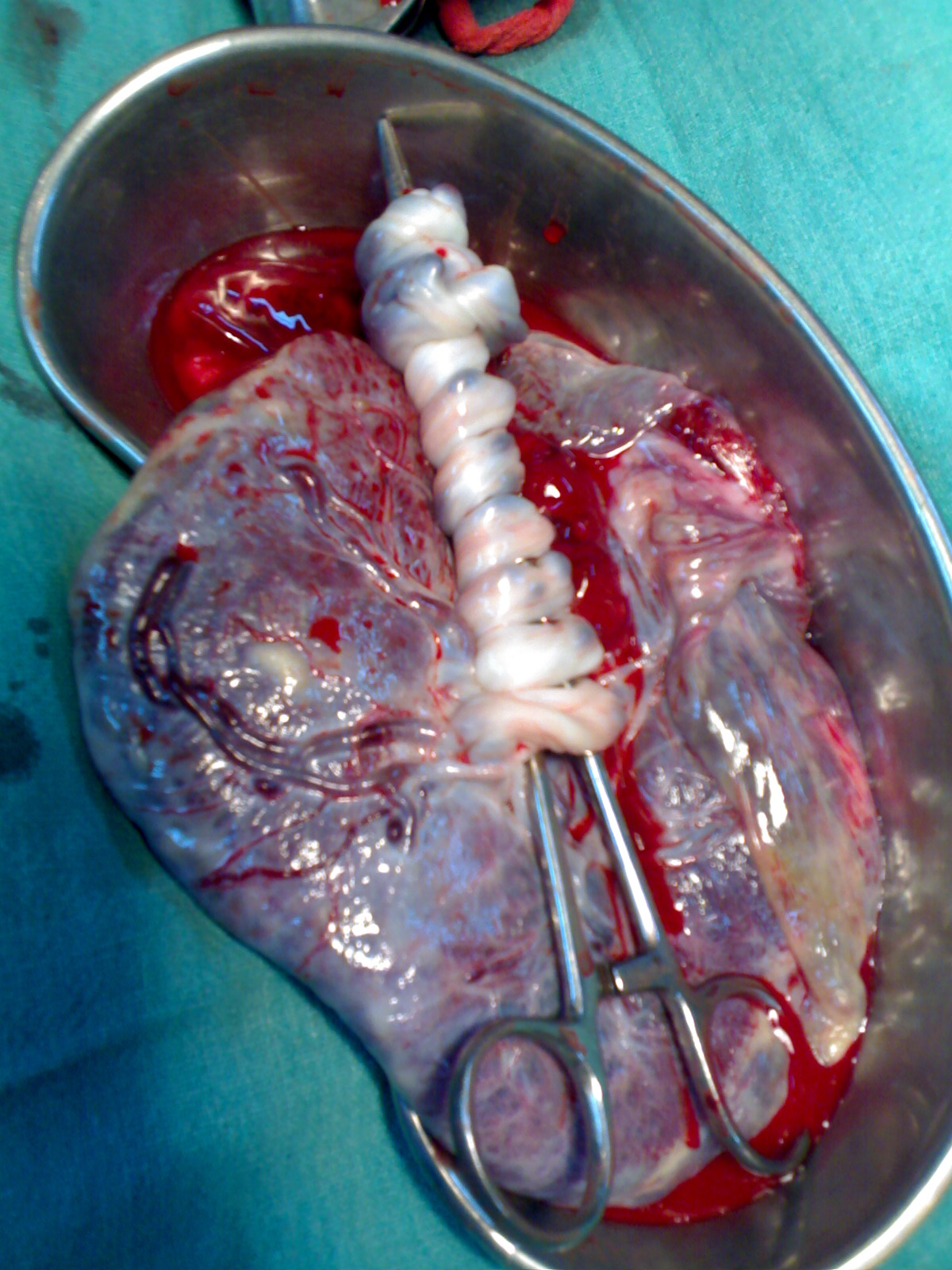
Moderkaka och navelsträng från en människa.

En vanlig metod till att bevara och konsumera moderkakor är ett oralt intag i form av kapslar. Den bevarade moderkakan tvättas, ångkokas, torkas och mals sedan ner till ett fint pulver och magasineras i gelatinkapslar. Inga studier pekar på att dessa kapslar ska kunna bevara tillräckliga mängder näringsämnen eller placentahormoner för att det ska ge någon effekt hos användaren.
Förespråkare hävdar att placentofagi kan förhindra postpartumdepression, ge ett allmänt förhöjt energi- och sinnestillstånd, ge en ökad mjölkproduktion och reducera postpartumblödningar.
Hos djur har några av dessa fysiologiska samt psykologiska förändringar observerats. Den förhöjda halten östrogen samt placentalaktogen i moderkakor hos djur är troligtvis en bidragande faktor. 
I ett  dubbelblindtest från 2019 testade man på 27 kvinnor huruvida placentofagi efter förlossning ger en förhöjd prolaktinnivå i blodplasman. Studien visade ingen signifikant skillnad mellan de båda kontrollgruppernas uppmätta prolaktinkoncentrationer.
Eftersom moderkakan filtrerar toxiska substanser, finns en växande oro att det skulle kunna ackumuleras tungmetaller och reintroduceras till kroppen igen i en koncentrerad mängd. I en studie från 2012 kunde man spåra detekterbara mängder kadmium, kvicksilver och bly i prover från kapslar innehållande torkad moderkaka.
Mänsklig moderkaka är även en central ingrediens i vissa traditionella folkmediciner i Kina. Torkade bitar med namnet "Ziheche" (förenklad kinesiska: 紫河车; traditionell kinesiska: 紫河車; pinyin: Zǐhéchē), se bild ovan, är en vanlig produkt. Dessa mediciner äts i tron om att det ska kunna bota sjukdomstillstånd, infertilitet, impotens och andra åkommor. Nyligen har CDC (Centers for Diseases Control and Prevention) rapporterat ett fall då ett nyfött spädbarn blev infekterad med grupp B-streptokocker (GBS) inuti livmodern. Infektionen kom troligtvis ursprungligen från de kapslar som mamman åt under graviditeten. Därför har CDC gått ut med ett allmänt uppmanande till mödrar att inte äta sådana kapslar eller liknande produkter innehållande moderkakor.